# Gornja Stupnica
Gornja Stupnica est un village situé dans le Sisak-Moslavina, en Croatie. Le village est habité par des Serbes et comptait 55 habitants au recensement de 2001.